# الحصن (الحد)

تعديل مصدري - تعديل

الحصن هي إحدى قرى عزلة الحد بمديرية الحد التابعة لمحافظة لحج، بلغ تعداد سكانها 1037 نسمة حسب تعداد اليمن لعام 2004.